# قائمة زملاء الجمعية الملكية المنتخبين في 1962
هذه الصفحة تعرض قائمة زملاء الجمعية الملكية المُنتخبين لعام 1962.None

## الزملاء
- نيكولاس تينبرغن
- ستانلي ماندلستام
- ويليام كوك [الإنجليزية]‏
- William Cochran (physicist) [الإنجليزية]‏
- Charles Enrique Dent [الإنجليزية]‏
- Moses Blackman [الإنجليزية]‏
- William Alexander Deer [الإنجليزية]‏
- روبرت سميث [الإنجليزية]‏
- Francis Rex Parrington [الإنجليزية]‏
- Michael Swann [الإنجليزية]‏

## الأعضاء الأجانب
- روبرت أوبنهايمر
- فريتس ليبمان
- فلاديمير بريلوغ
- دانيال بوفه